# المصنعة (يافع)

تعديل مصدري - تعديل

المصنعة هي إحدى قرى عزلة لبعوس بمديرية يافع التابعة لمحافظة لحج، بلغ تعداد سكانها 434 نسمة حسب تعداد اليمن لعام 2004.